# Partage narratif
Le partage d'autorité ou de responsabilité dans la narration est un mécanisme intervenant dans certains jeux de rôle, et issu de la mouvance narrativiste. On utilise aussi les termes d'autorité partagée et responsabilité partagée. Certains parlent aussi de crédibilité pour désigner le « qui peut dire quoi ». Les termes partage narratif, partage de la narration et narration partagée sont aussi utilisés mais sont moins précis.
Dans les jeux de rôle « traditionnels », c'est au meneur de jeu (MJ) que revient la principale responsabilité dans la construction du récit. Le meneur de jeu décrit une situation et gère les événements extérieurs aux personnages-joueurs (PJ) : déroulement du temps (jour/nuit, saison, durée des actions), météorologie, événements naturels (séisme, inondation, éruption), événements « mécaniques » (déclenchement d'un piège), comportement des personnages non-joueurs… Les joueurs de personnage, eux, ne décrivent que la manière d'agir du personnage-joueur qu'ils incarnent ; ce qu'il dit, son attitude, et ce qu'il tente de faire, les conséquences de la tentative étant du ressort du meneur de jeu et du système de simulation.

« un bon MJ, c'est quand même indispensable, non ? […] Et puis on a croisé des gens pas d'accord… qui pensent que le MJ peut disparaître, qu'il n'est pas indispensable, qu'il devrait travailler moins et jouer plus, qu'il n'est qu'un joueur comme les autres, qu'il peut être un rôle tournant, qu'il n'est qu'un serviteur du système et qu'après tout… il n'est pas si important que ça ! »

— JdR mag 2015
Les jeux narratifs, ainsi que certains jeux de rôle plus traditionnels, intègrent des « entorses » à cette convention. Ainsi, les joueurs de personnages peuvent décider d'éléments narratifs autres que les agissements de leurs personnages. On parle alors de partage narratif.
Certains jeux narratifs vont jusqu'à supprimer la notion de meneur de jeu, ou bien utilisent des systèmes de meneur de jeu tournant. Le partage narratif est alors « total » puisqu’aucun joueur n'a plus de responsabilité qu'un autre.
Selon Grégory Pogorzelski, « tous les jeux de rôle partagent la narration », car s'il n'y avait pas de narration partagée, on ferait un conte. L'intervention des joueurs pour décrire ce que font les personnages est déjà un partage de la narration ; et en posant des questions au MJ (par exemple « qu'est-ce que j'entends »), le joueur influe sur la narration faite par le MJ. Dans tous les jeux de rôle, il y a effectivement un continuum entre le conte et le partage narratif total.

## Une évolution naturelle
Dès 1979, Gary Gygax évoque le fait que la construction du cadre de la campagne implique les joueurs et pas uniquement le meneur de jeu :

« Il n'est pas exagéré de dire qu'un monde fantastique se construit de lui-même, comme si l'environnement possédait une vie et une réalité propres. Aucune puissance occulte ne le dirige, mais simplement l'interaction entre l'arbitre et les joueurs qui transforme la charpente initiale […]. »

— E. Gary Gygax, Guide du maître
La responsabilité du meneur de jeu dans la détermination exclusive de la trame narrative est mise en cause très tôt, en 1980 dans The Castle Perilous (en) de James T. Sheldon, et en 1989 dans Prince Valiant (en) (Greg Stafford),. Dans les années 1990, des articles de revues spécialisées recommandent aux meneurs de jeu d'utiliser les hypothèses formulées par les joueurs pour improviser la narration, mais à leur insu.
En 1994, le jeu Chimères (Jean-Luc Bizien, Multisim) permet aux joueurs et joueuses d'influer sur l'histoire contée par le Veneur en utilisant le « jeu de l'initié », un tarot spécifique au jeu.
Selon Vivien Féasson, l'apparition du partage narratif est une évolution « naturelle » du jeu de rôle. Initialement, le meneur devait maîtriser toute l'histoire sauf les personnages-joueurs, ceux-ci étant à la charge du joueur. Cette aspiration est cependant illusoire, dans la pratique, le meneur « écrit » seul l'histoire et « Les joueurs se [contentent] d'ajouter un peu de couleur, beaucoup de dialogues et une poignée de jets de dés ». Cette réflexion a mené Ron Edwards au paradoxe communément appelé « le truc impossible avant le petit-déj' » :

« Si une personne a le contrôle total des personnages principaux de l’histoire, comment quelqu’un d’autre peut-il contrôler l’histoire ? On pourrait croire que l’histoire doit tourner autour des actes des personnages principaux. Si les joueurs possèdent le contrôle complet des actions de leur personnage, alors le meneur de jeu ne peut pas avoir le contrôle de l’histoire ; inversement, si le meneur a le contrôle complet de l’histoire, alors les joueurs n’ont pas vraiment le contrôle des actions de leurs personnages. »

— Joseph Young ,  Le Truc impossible avant le petit-déj’
Des jeux ont alors introduits des règles permettant aux joueurs de véritablement créer des éléments d'histoire, par exemple en dépensant des points de destin pour s'inventer du matériel à la volée. Dans les tables de jeu, les groupes se sont mis à partager la gestion des règles, ainsi que l'interprétation de personnages « non-joueurs ».
Au fur et à mesure, le meneur de jeu, dans certains jeux de rôle et dans certaines tables de jeu a perdu ses « prérogatives ». C'est donc « logiquement » que certains jeux ont introduit la notion de partage narratif et de rôle tournant.
Dans la typologie proposée par Joseph Young, le partage de l'autorité narrative est un « jeu de basse ».

## Théorie du chaos appliquée au jeu de rôle
Markus Montola a proposé d'appliquer la théorie du chaos aux groupes de joueurs, ou plus précisément de s'inspirer des travaux en théorie des organisations faisant référence à la théorie du chaos. Il distingue alors deux types de comportements de joueurs :
- les comportements intégratifs : c'est lorsque les joueurs s'attachent à suivre la ligne narrative « proposée » par le meneur de jeu, « l'attracteur » du scénario ;
- les comportements dissipatifs : c'est lorsqu'ils mènent l'histoire vers une situation imprévue, augmentant la part d'improvisation.

Dans ce cadre, le partage narratif est une méthode dissipative.

## Exemples

### DansFantasy Craft
Par exemple, Fantasy Craft dispose d'un système de la maîtrise narrative — traduit improprement par « contrôle narratif », : en dépensant des dés d'action (réserve de dés servant à activer certains effets durant la partie ou remplacer des jets de dés défavorables), les joueurs de personnage peuvent obtenir des avantages, et le meneur de jeu peut imposer des complications. Les joueurs de personnages peuvent donc eux aussi « imposer des éléments à l'univers de jeu », par exemple décréter qu'ils ont un endroit pour se mettre à couvert, qu'ils découvrent un pont pour traverser une rivière ou bien qu'une alerte attire les gardes à l'écart ; et à l'inverse la domination du meneur de jeu sur l'univers est limitée puisqu'il doit dépenser des dés d'action de sa réserve pour improviser des embûches. Une option permet également aux joueurs de personnages de proposer des « intrigues secondaires potentielles » dans le cadre d'une campagne : un joueur peut rebondir sur une description du meneur de jeu et émettre une hypothèse, par exemple
- MJ : Le garde se montre suspicieux.
- Joueur (en aparté) : Quelqu'un l'a peut-être prévenu.
cela peut lancer une intrigue secondaire : quelqu'un espionne-t-il les faits et gestes des personnages joueurs, et pour quelles raisons ? Le meneur de jeu peut ainsi récompenser les « bonnes idées » en attribuant des dés d'action, et utiliser (ou pas) ces idées dans des parties ultérieures ; mais si c'est le cas, le meneur de jeu doit demander aux autres joueurs à la fin de la partie s'ils désirent que cette intrigue secondaire se continue ou bien s'arrête.
De nombreux meneurs de jeu expérimentés prennent des notes sur les idées, doutes et craintes des joueurs pour les réutiliser ; cependant, dans le cas de Fantasy Craft, non seulement les règles incitent à le faire, mais en plus récompensent les joueurs. Et si le meneur de jeu garde tout de même la maîtrise sur l'utilisation de l'idée, il cède une partie de la maîtrise sur la fin de l'intrigue.
Autre exemple, les joueurs peuvent décider de « tromper la mort » : lorsque le personnage décède, le joueur dépense un dé d'action et invente une histoire expliquant sa survie. Le personnage revient alors, mais affligé d'un handicap dépendant de la qualité de l'histoire inventée (qualité jugée par les autres joueurs). Ainsi, je joueur invente un élément d'histoire, qui de plus va à l'encontre de ce que le meneur de jeu ou le mécanisme (par exemple les règles de combat) ont décidé. Ce type de mécanisme est appelé en anglais fail forward (littéralement « on échoue et on continue »).

### Dans13eÂge
Dans 13e Âge, les joueurs inventent une particularité qui fait que leur personnage est unique au monde (one unique thing). De fait, dans certains cas, cette particularité a un impact sur le monde et donc la narration, même si les règles indiquent que cette particularité ne doit pas donner un avantage important au personnage (par exemple pas d'avantage en combat). Ainsi, si la particularité du personnage-joueur est d'être « le seul halfelin chevalier de l'Empereur Dragon », cela a des implications pour les halfelins en général — ils sont peu enclins aux carrières guerrières en général ou bien l'Empereur Dragon ne leur fait pas confiance — et pour les relations entre l'Empereur et le personnage-joueur d'autre part — pourquoi un tel honneur ?
Le jeu utilise également le mécanisme du fail forward, appelé ici « complication » ou, quand la complication est importante, « perte de campagne ». Ainsi, un échec à un jet ne signifie pas nécessairement que l'action échoue ; il est possible que l'action réussisse, mais que cela complique le déroulement de l'histoire. Ainsi, si les personnages-joueurs fouillent des ruines où s'est déroulée une bataille pour comprendre ce qui s'est passé, un échec peut signifier qu'ils trouvent les indices, mais que ce faisant, ils déclenchent des pièges magiques qui avaient été placés avant.

### DansApocalypse World
Dans Apocalypse World, le cadre de campagne (background) est défini par consensus entre les joueurs, par un jeu de questions-réponses. Il s'agit d'un univers post-apocalyptique, mais c'est à la table de décider comment la communauté est organisée, quelles sont les ressources disponibles et comment on y accède… Donc, ce n'est pas le jeu (dans le sens produit commercial, le livre que l'on a acheté) qui impose le cadre, ni même le meneur de jeu (appelé MC, maître de cérémonie).
Par ailleurs, les actions que mènent les joueurs (pas uniquement les personnages fictionnels, mais bien les personnes réelles autour de la table) sont formalisées par des actions (moves), et c'est aussi valable pour le meneur de jeu. Ainsi, joueurs et meneur de jeu sont mis sur un pied d'égalité (même si le meneur de jeu peut créer des actions spécifiques pour certains lieux).

### DansFiasco
Dans Fiasco (Jason Morningstar (en), 2009), les prérogatives du MJ sont totalement partagées entre les joueurs ; il n'y a pas de MJ en titre. Il n'y a pas de scénario, les éléments amenés à intervenir dans la narration — lieux et objets notables, relations liant les personnages, motivations — sont déterminés en début de partie par tous les joueurs, par une méthode mélangeant hasard et choix. La partie est découpée en scènes ; un personnage est la « vedette de la scène »,
- soit le joueur en question conçoit la scène (décide de ce qui s'y passe), et ce sont les autres joueurs qui décident si elle se termine « bien » ou « mal » pour le personnage ;
- soit le joueur laisse aux autres la conception de la scène, et c'est lui qui décide de sa résolution.

Ainsi, les trois principales responsabilités du MJ — conception de la trame, conception des scènes, décision finale — sont réparties entre les joueurs.